# Simocetus
Simocetus es un género extinto de cetáceo odontoceto que vivió hace 30 millones de años durante el Oligoceno. Se describió a partir de un cráneo fósil hallado en la rivera del río Yaquina en Oregón, Estados Unidos, en 1977, por el cazador de fósiles local Douglas Emlong. Fue descrito por el paleontólogo neozelandés Ewan Fordyce en 2002 y contiene una sola especie, S. rayi.
La característica más notable de Simocetus es el maxilar superior e inferior deprimidos y la falta de dientes en los huesos premaxilares que conforman la punta del maxilar superior. Adicionalmente, Simocetus carecía de la dentadura polidonta observada en casi todos los odontocetos. Finalmente, los dientes posteriores poseían espacios dentro de los cuales encajaban los dientes opuestos. Los dientes más bien formaban una estructura para filtrar en lugar de estar diseñanos para agarrar o cortar. Estas características hacen pensar que posiblemente haya sido un comensal del fondo marino que se alimentaba de invertebrados marinos, los cuales atrapaba mediante el mecanismo de succión. Las características de la base del cráneo y rostro suguieren que poseía ecolocación comparable a la mayoría de odontocetos modernos.
Las características primitivas del cráneo apoyan la idea que Simocetus es un odontoceto basal. También es uno de los muchos fósiles indicativos de que los odontocetos eran taxonómica y ecológicamente diversos en el Oligoceno Superior. El récord fósil indica que estos se originaron muy al final del Eoceno, a lo cual siguió una diversificación explosiva durante el Oligoceno.